# Festival di San Sebastián 1954
La 2ª edizione del Festival internazionale del cinema di San Sebastián si è svolta al Teatro Victoria Eugenia di San Sebastián dal 24 al 31 luglio 1954. Date le disposizioni della FIAPF, durante questa edizione i premi furono assegnati soltanto ai film spagnoli.

## Giuria
- Marichu Mayor Lizarbe
- Betty Ross
- Gene Moskowitz
- Luigi Gario
- Paul A. Buisine
- Hervé Le Boterf
- Carlos Fernández-Cuenca
- Miguel Pérez Ferrero
- Francisco Echeverría
- Luis Gómez Mesa
- Adriano del Valle
- José Sagré

## Film in concorso
- El abuelo (Inedito in Italia), regia di Román Viñoly
- Il montone a cinque zampe (Le mouton à cinq pattes), regia di Henri Verneuil
- Il peccato di Giulietta (Julietta), regia di Marc Allégret
- La danza de los deseos (Inedito in Italia), regia di Florián Rey
- La patrulla (Inedito in Italia), regia di Pedro Lazaga
- La tigre nell'ombra (The Sleeping Tiger), regia di Joseph Losey
- Le grand pavois (Inedito in Italia), regia di Jacques Pinoteau
- Lo scudo dei Falworth (The Black Shield of Falworth), regia di Rudolph Maté
- Maddalena, regia di Augusto Genina
- Maske in Blau (Inedito in Italia), regia di Georg Jacoby
- Meraviglioso amore (Cuando me vaya), regia di Tito Davison
- Sierra maldita (Inedito in Italia), regia di Antonio del Amo
- The Rainbow Jacket (Inedito in Italia), regia di Basil Dearden
- Via senza ritorno (Weg ohne Umkehr), regia di Victor Vicas
- Viento del norte (Inedito in Italia), regia di Antonio Momplet

## Premi
- Miglior film: Sierra maldita (Inedito in Italia), regia di Antonio del Amo
- Miglior regista: Pedro Lazaga per La patrulla (Inedito in Italia)
- Miglior attrice: Marisa de Leza per La patrulla (Inedito in Italia), regia di Pedro Lazaga
- Miglior attore: Enrique Álvarez Diosdado per Viento del norte (Inedito in Italia), regia di Antonio Momplet
- Menzione d'onore attrice: María Francés per Sierra maldita (Inedito in Italia), regia di Antonio del Amo
- Menzione d'onore attore: José Guardiola per Viento del norte (Inedito in Italia), regia di Antonio Momplet
- Premio Speciale per la conduzione del Festival: Petrita Tamayo, Giornalista